# Flash (DC Comics)

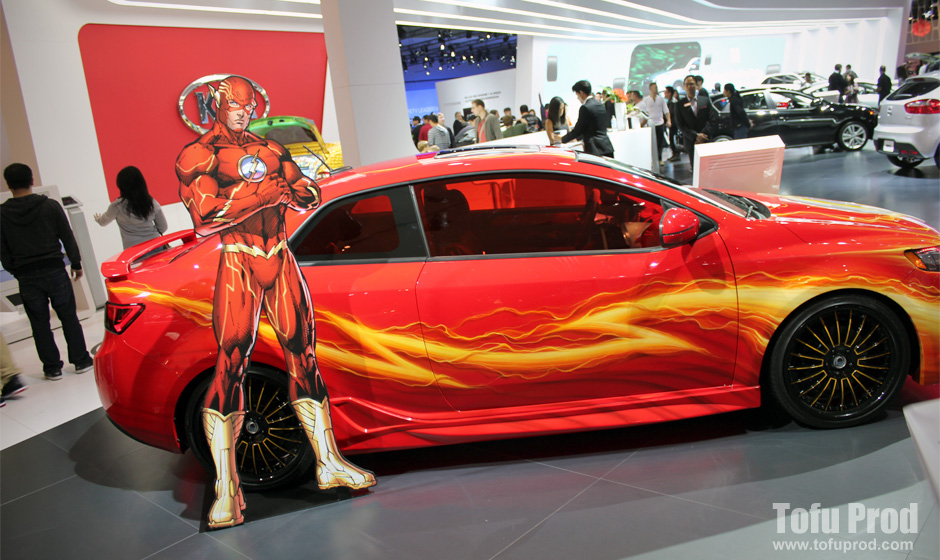
Dekoracja przedstawiająca Flasha, wykorzystana w promocji samochodu Kia Forte Koup na wystawie LA Auto Show w 2012 roku.

Flash (alternatywnie The Flash) – szereg fikcyjnych postaci (superbohaterów) pojawiających się w serii komiksów wydawanych przez DC Comics, oraz adaptacjach, bazujących na historiach komiksowych.
Pierwszym Flashem był Jay Garrick, który został stworzony przez rysownika Gardnera Foxa i rysownika Harry’ego Lamperta, zadebiutował on w komiksie Flash Comics vol.1 #1 (styczeń 1940). Superbohatera cechowało poruszanie się z dużą prędkością i kostium składający się z czerwonej koszuli z żółtą błyskawicą oraz hełmu Brodiego ze skrzydełkami, stylizowanym na kapeluszu Hermesa. Oryginalnie wydawany był przez wydawnictwo All-American Publications, jedno z trzech wydawnictw, z których połączenia powstało DC Comics, do którego należały także takie postacie jak Wonder Woman i Green Lantern. Historie z jego udziałem ukazywały głównie się w czasie trwania II wojny światowej i krótko po jej zakończeniu (współcześnie nazywa się ten okres w historii przemysłu komiksowego Złotą Erą).
W latach pięćdziesiątych XX wieku wydawnictwo DC (początek tzw. Srebrnej Ery Komiksu) postanowiło zastąpić Garricka zupełnie nową postacią – Barrym Allenem. Jego twórcami byli scenarzyści Robert Kanigher i John Broome, oraz rysownik Carmine Infantino, pierwszy raz pojawił się w magazynie Showcase vol. 1 #4 (październik 1956). Nazwisko Barry Allen było kombinacją nazwisk popularnych prezentera radiowego i telewizyjnego, Barry’ego Gray i komika Steve’a Allena. Geneza tej postaci została mocno zmieniona w stosunku do pierwowzoru, starając się w ten sposób przyciągnąć młode pokolenie czytelników. Komiks Showcase vol. 1 #4 przyczynił się do spopularyzowania Flasha, co zaowocowało tworzeniem przez DC kolejnych superbohaterów na bazie dwóch pierwszych Flashów. Już w 1959 wprowadziło nastoletniego pomocnik Barry’ego Allena – Wally’ego Westa, lepiej znany jako Kid Flash (debiut we Flash vol. 1 #110 ze stycznia 1960). Po tragicznej śmierci Barry’ego w czasie wydarzeń z historii Crisis on Infinite Earths, Wally został jego następcą jako trzeci Flash. Ostatnia postacią, która używała tego pseudonimu był Bart Allen, będący dalekim potomkiem Barry’ego Allena z przyszłości, który początkowo znany był jako Impulse, następnie Kid Flash, aż w końcu został Flashem. Zadebiutował on w komiksie Flash vol. 2 #92 (lipiec 1994), a jego twórcami byli Mark Waid i Mike Wieringo. Mimo takiego zróżnicowania bohaterów, wydawnictwo DC nie zrezygnowało z żadnej z wymienionych postaci. Tak było np. z Barrym Allenem, który został przywrócony do życia w crossoverze Final Crisis.
Znani są pod przydomkami „Scarlet Speedster”, „The Fastest Man Alive” i „The Crimson Comet”. Każdy z nich przynależy, lub przynależał do większej organizacji superbohaterów DC Comics: Jay Garrick jest członkiem Justice Society of America (JSA), a w przeszłości All-Star Squadron, pozostali zaś są lub byli członkami Justice League of America (JLA), z czego Wally zaczynał swoją karierę superbohatera w składzie młodzieżówki JLA – Teen Titans, zaś Bart Allen należał początkowo do Young Justice. Każdy z nich posiada również złożoną galerię przeciwników.
Postacie te znane są także z licznych seriali i filmów animowanych, seriali telewizyjnych i gier komputerowych. W serialu telewizyjnym Flash i powiązanych z nim trzech filmach telewizyjnych z lat Lata 90. XX wieku, w postać Barry’ego Allena/Flasha wcielił się aktor John Wesley Shipp. W lipcu 2013 stacja The CW ogłosiła powstanie nowego serialu o przygodach Barry’ego Allena/Flasha (będący spin-offem serialu Arrow). Postać zadebiutowała w ósmym odcinku (The Scientist) drugiego sezonu Arrow. W główną rolę wcielił się aktor Grant Gustin. W serialu Tajemnice Smallville (Smallville), Barta Allena/Impulse’a zagrał Kyle Gallner. Wally West/Flash najlepiej jest znany z serialu animowanego Liga Sprawiedliwych (Justice League) i Liga Sprawiedliwych bez granic (Justice League Unlimited), gdzie głosu użyczył mu aktor Michael Rosenbaum. Filmowym odtwórcą roli Barry’ego Allena został Ezra Miller.

## Moce i umiejętności
Zarówno pierwszy Flash, jak i wszystkie jego późniejsze wcielenia cechował się Mocą Szybkości (Speed Force), łamiącą prawa fizyki. Pozwala ona poruszać się z niemal prędkością światła, jak również sprawnie i szybko reagować. Każdy z nich może też kontrolować własne cząsteczki, wprowadzając je wibracje, dzięki czemu może przechodzić przez obiekty stałe, może podróżować w czasie oraz do innych wymiarów, tworzyć aurę, pozwalającą uniknąć obrażeń podczas poruszania się z ogromna szybkością.
Barry Allen i jego następcy wyposażony jest w pierścień, w którym przechowywany jest skurczony kostium. W ten sposób Barry mógł zawsze mieć przy sobie kostium, na wypadek gdyby był potrzebny jako Flash. Po wciśnięciu guzika kostium był wystrzeliwany z pierścienia i automatycznie robił się większy.

## Antagoniści
- Johnny Quick – Zły Flash z alternatywnego wymiaru Ziemi-3
- Gorilla Grodd – super inteligentny goryl, dążący do wybicia rasy ludzkiej.
- Captain Cold – przestępca, używający pistoletu mrożącego. Przez lata nemezis Flasha, stracił to miano po pojawieniu się Zooma.
- Abra Kadabra
- Professor Zoom
- Shade
- Heat Wave – przestępca, używał ręcznego miotacza ognia, współpracował z Kapitanem Mróz.
- The Trickster –
- Mirror Master
- Weather Wizard
- Captain Boomerang – przestępca, używający do rabunków różnego rodzaju bumerangów. Członek Suicide Squad[8].

## Wersje alternatywne
Postacie te pojawiały się niektórych komiksach z serii Elseworlds oraz innych publikacjach, która przedstawiają znanych bohaterów uniwersum DC w zupełnie innych realiach i czasach, m.in.:
- W Przyjdź Królestwo (Kingdom Come) autorstwa Marka Waida i Alexa Rossa, pojawia się alternatywna wersja Wally’ego Westa/Flasha ukazana jako jeden z wielu członków odrestaurowanej przez Supermana Ligi Sprawiedliwości. Stał się on ucieleśnieniem Mocy Szybkości i zawierał w sobie duchy poprzednich wcieleń. Według superbohatera SpecTre’a, po tym jak Superman zawiesił swoją działalność, Wallace stał się obrońcą miasta Keystone City (z którego uczynił utopię), nieustannie patrolując jego ulice. Poruszał się z taką szybkością, że praktycznie stał się niewidoczny, jednak jego obecność była odczuwalna. Dzięki swojej niezwykłej mocy udało mu się na krótko pochwycić niewidzialnego świadka wydarzeń, Normana McCaya. Był jedynym z nielicznych nadludzi, którym udało się przeżyć ostateczną zagładę superbohaterów.
- W Batman: Mroczny Rycerz kontratakuje (The Dark Knight Strikes Again) autorstwa Franka Millera, pojawia się alternatywna wersja Barry’ego Allena/Flasha. W przyszłości, w której autorytarne rządy sprawują Lex Luthor i Brainiac, część superbohaterów została nimi podporządkowana, gdyż złoczyńcy wzięli ich bliskich za zakładników (Barry musi wykonywać ich polecenia, gdyż jego ukochana Iris West znalazła się wśród nich). Luthor uczynił z Flasha tanie źródło prądu, które zasila większość wschodniego wybrzeża USA, poprzez jego nieustanny bieg w kole deptakowym, niczym chomik w klatce. W końcu zostaje uwolniony przez Catgirl (Carrie Kelley), pomocnicę Batmana i superbohatera o pseudonimie Atom. Carrie daje Barry’emu nowy czarny kostium, jednak w jego mniemaniu młodzież i tak nie odróżnia nic starego od klasycznego. Flash zostaje sojusznikiem Batmana.

## Adaptacje

### Seriale i filmy telewizyjne
- Legends of the Superheroes – reż. Chris Darley, Bill Carruthers (1979)
- Flash (The Flash) – twórcy Danny Bilson i Paul De Meo (1990–1991)
  - The Flash (pilot) – reż. Robert Iscove (1990)
  - The Flash II – zemsta Prestigiditatora (The Flash II: Revenge of the Trickster) – reż. Danny Bilson (1991)
  - Flash III: Deadly Nightshade – reż. Danny Bilson (1991)
- Justice League of America – reż. Félix Enríquez Alcalá, Lewis Teague (1997)
- Tajemnice Smallville (Smallville) – twórcy: Alfred Gough, Miles Millar (2001-2011)
- Arrow – twórcy Greg Berlanti, Marc Guggenheim, i Andrew Kreisberg (od 2012)[5]
- Flash (The Flash) – twórca Kevin Williamson (od 2014)

### Seriale animowane
- The Superman-Aquaman Hour of Adventure (1966-1969)
- Superfriends (1973-1986)
- Superman (Superman: The Animated Series) (1996–2000)
- Liga Sprawiedliwych (Justice League) (2001–2004)
- Liga Sprawiedliwych bez granic (Justice League Unlimited) (2004–2006)
- Batman (The Batman) (2004–2008)
- Batman: Odważni i bezwzględni (Batman: The Brave and the Bold) (2008–2011)
- Liga Młodych (Young Justice) (2011–2013)

### Filmy animowane
- Liga Sprawiedliwych: Nowa granica (Justice League: The New Frontier) – reż. Dave Bullock (2008)
- Liga Sprawiedliwych: Kryzys na dwóch Ziemiach (Justice League: Crisis on Two Earths) – reż. Lauren Montgomery, Sam Liu (2010)
- Liga Sprawiedliwych: Zagłada (Justice League: Doom) – reż. Lauren Montgomery (2012)
- Liga Sprawiedliwych: Zaburzone Kontinuum (Justice League: The Flashpoint Paradox) – reż. Jay Oliva (2013)
- Justice League: War – reż. Jay Oliva (2014)

### Gry komputerowe
- The Flash – na platformę: Game Boy (1991)
- The Flash – na platformę: Sega Master System, Game Boy (1993/1994)
- Justice League Task Force  – na platformy: SNES, Sega Mega Drive (1995)
- Justice League Heroes – na platformy: PlayStation 2, Xbox, Nintendo DS, PSP (2006)
  - Justice League Heroes: The Flash – na platformę: Game Boy Advance (2006)
- Mortal Kombat vs. DC Universe – na platformy: PlayStation 3 i Xbox 360 (2008)
- Batman: The Brave and the Bold – The Videogame – na platformy: Wii, Nintendo DS (2010)
- DC Universe Online – na platformy: PlayStation 3 i Microsoft Windows (2011)
- Lego Batman 2: DC Super Heroes – na platformy: PlayStation 3, PlayStation Vita, Wii, Xbox 360, Nintendo DS i Microsoft Windows (2012)
- Lego Batman 3: Beyond Gotham – na platformy: PlayStation 3, PlayStation 4 i Microsoft Windows (2015)
- Injustice: Gods Among Us – na platformy: Microsoft Windows, PlayStation 3, PlayStation 4, Xbox 360 i Wii U (2013)
- Young Justice: Legacy – na platformy: PlayStation 3, Xbox 360, Nintendo 3DS i Microsoft Windows (2013)
- Infinite Crisis – na platformy: Microsoft Windows (2013)
- Injustice 2 – na platformy: PlayStation 4, Xbox One, Android, IOS (2017)